# Пировано, Лаура
Лаура Пировано (итал. Laura Pirovano; род. 20 ноября 1997, Тренто) — итальянская горнолыжница. Специализируется в скоростных дисциплинах.

## Биография и спортивная карьера
В возрасте 16 лет, начиная с 2013 года, Пировано начала участвовать в гонках FIS. Впервые участвовала на этапе Кубка Европы в феврале 2014 года в гигантском слаломе на Монте-Пора. В январе 2015 года участвовала в Зимнем Европейском юношеском олимпийском фестивале в Мальбуне и выиграла там серебряную медаль в гигантском слаломе. 22 октября 2016 года дебютировала на этапах Кубка мира в Зельдене.
На чемпионате мира среди юниоров 2017 года в Орен Лаура завоевала золотую медаль в гигантском слаломе.
Заняв десятое место в суперкомбинации на трассе в Кран-Монтана 23 февраля 2020 года, Пировано впервые вошла в десятку лучших на этапе Кубка мира.
В 2021 году впервые в карьере приняла участие в чемпионате мира, который состоялся в Италии. Заняла 12-е место в скоростном спуске, 26 в гигантском слаломе и в составе команды стала 8-й.
На чемпионате мира 2023 года во Франции стартовала только в скоростном спуске и заняла итоговое 14-е место.
На чемпионате мира 2025 года в Зальбахе, в супергиганте, стала 18-й, уступив победительнице Штефани Фенир 1,72 секунды.

## Выступления на крупнейших соревнованиях

### Чемпионаты мира
| Чемпионат мира          | Скоростной спуск | Супергигант | Гигантский слалом | Слалом | Комбинация | Команды | Паралл. гигантский слалом |
| ----------------------- | ---------------- | ----------- | ----------------- | ------ | ---------- | ------- | ------------------------- |
| 2021 Кортина-д’Ампеццо  | 12               | —           | 26                | —      | —          | 8       | —                         |
| 2023 Куршевель/Мерибель | 14               | —           | —                 | —      | —          | —       | —                         |
| 2025 Зальбах            | 13               | 18          | —                 | —      | —          | —       | —                         |